# Actornithophilus ochraceus
Actornithophilus ochraceus är en insektsart som först beskrevs av Christian Ludwig Nitzsch 1818.  Actornithophilus ochraceus ingår i släktet Actornithophilus och familjen spolätare. Inga underarter finns listade i Catalogue of Life.